# Peter von Cornelius
Peter von Cornelius (Düsseldorf, 1783. szeptember 23. – Berlin, 1867. március 6.) német festő, a német bölcselkedő festészet legnagyobb képviselője, a Nazarénus-festőcsoport ünnepelt vezére. Hírnevét inkább kompozícióinak nagyszerű felfogása és gondolatmélysége adta, melyekből hiányzott a festői elem. 

## Életpályája
Apja, Aloys Cornelius szintén festő és a düsseldorfi képtár felügyelője volt, a fiában korán felkeltette a vonzalmat a festészet iránt. Édesanyja Anna Crosseaki. A düsseldorfi akadémián megkezdett festészeti tanulmányai során csak önbizalmának és elhivatottságának köszönhette, hogy nem mondott le a festői pályáról, ugyanis az intézet igazgatója, Langer nem ismerte fel a tehetségét. Apja halála után (1799) családja fönntartásáról kellett gondoskodnia. Ebből az időből (1802) való első nagyobb műve, a neussi Quirinus-Münster-bazilika festményei, amelyek még elég kezdetlegesek voltak, különösen formai tekintetben. 
1809-ben Frankfurtba költözött és ott készítette híres illusztrációi nagy részét Goethe Faustjához. 1811-ben Rómába ment, ahol befejezte a Faust-ciklust és megrajzolta a Nibelung-énekhez való hatalmas illusztrációit. Rómában bensőséges barátságot kötött az ún. nazarénus-festőkkel, Overbeckkel, Veittel, Schadow-val stb. Ezeknek a társaságában a bibliai József életéből vett jelenetekkel díszítette a Monte Pinción fekvő Casa Bartholdyt, majd Massimi villájában festett freskókat, melyeknek eszméit Dante Paradicsomából merítette. Ezen művek a freskófestészet feléledését jelzik.
Alig kezdhette meg Dante freskóit, amikor kettős meghívást kapott Németországba. Elfogadta mindkettőt. 1819-ben elment Münchenbe, hogy ott Lajos trónörökös megbízásából az új gliptotéka freskóit elkészítse, de minthogy időközben a porosz kormány a düsseldorfi akadémia igazgatói állását ajánlotta fel számára, müncheni tartózkodását a nyári hónapokra tartva fenn, azt is elfogadta, és 1821-ben el is foglalta. Sok tehetséges tanítvány sereglett köré, aki velük egyetlen célját, a monumentális festészet felvirágoztatását akarta elérni. De a kísérletek nemigen akartak sikerülni. 1825-ben, Langer halála után Lajos trónörökös meghívására a müncheni akadémia igazgatója lett és végleg a bajor fővárosba költözött. Lajos király 1825. december 31-én a koronarenddel és nemességgel tüntette ki a művészt, aki vele jött tanítványaival teljesen reorganizálta a müncheni akadémiát. Míg tanítványai több monumentális művön dolgoztak, addig mesterük elkészítette freskóit a gliptotékában. Az Istenteremben Hésziodosz nyomán ábrázolta a görög istenvilágot, összetartozó, nagyrészt szimbolikus freskókban, amelyek közül legmegkapóbb az alvilág borzalmas képe. Az ún. Hősök termében a trójai mondakörből merítette freskóinak tárgyát; legkitűnőbb a Trója bukását ábrázoló festmény. Ennek a műnek a befejezése után a régi képtár 25 loggiájának kifestésével bízta meg a király, de Cornelius csak a vázlatokat készíthette el, a festmények elkészítése Clemens von Zimmermann tanárnak jutott.
1829-ben a Lajos-templom karzatának és kereszthajójának kifestésével bízták meg. 1830-ban Rómába ment, tanulmányokat tett ezen kedvenc munkájához és a vázlatok egy részét is elkészítette. 1834–35-ban ismét Rómában tartózkodott, 1836-ban a freskók megfestéséhez fogtak és 1840-ben az egész mű elkészült. A boltozatokon a teremtést, az angyalok karát, az evangélistákat és egyházatyákat festette, a kereszthajó falaira Jézus születését és halálát, a kar falára az utolsó ítéletet. Ez utóbbi kivételével a freskókat tanítványai festették. A kompozícióban van gondolatmélység és költőiség, de hiányzik belőle a festői elem, úgyhogy sem a királyt, sem a közönséget nem elégítette ki.
A művész önérzetében mélyen megsértve, 1841-ben IV. Frigyes Vilmos porosz király meghívására Berlinbe ment. Kezdetben itt sem volt munkáival szerencséje, csak akkor érezte ismét elemében magát, amikor a király a tervezett Campo Santo (a királyi ház temetkezési helye) négy falának freskókkal való díszítésével bízta meg. 1843–45-ben részben Rómában készítette el a vázlatokat, azután a kartonokon dolgozott, míg a halál véget nem vetett munkájának és küzdelmének. Bár az egész Campo santo tervével a freskók is félbemaradtak, ezek a kartonok, melyeket a berlini nemzeti múzeumban állítottak fel, tekinthetők Cornelius legtökéletesebb alkotásainak. Leghíresebb közülük az Apokalipszis négy lovasának hatalmas, fantasztikus ábrázolása. Ezen alkotások a 19. századi német művészet legfontosabb emlékei közé tartoznak, de azt is elárulják, hogy hagyományok híján Cornelius magasröptű szellemének sem sikerült a monumentális festészetet új életre kelteni.